# A Woman Scorned (film 1915)
A Woman Scorned è un cortometraggio muto del 1915 scritto e diretto da William Desmond Taylor. Prodotto dalla American Film Manufacturing Company e distribuito dalla Mutual, il film aveva come interpreti Harry Van Meter, Nan Christy, Beatrice Van, Robyn Adair e la piccola Bessie Banks.

## Trama
Winnie Winters prova gelosia per le attenzioni che lei crede che il marito Neil abbia per la signora Fiske, una bella vedova, e litiga con lui che nega ogni cosa, risentito per le ingiuste accuse della moglie. La signora Fiske, che in realtà è incapricciata di Neil, sente non vista la discussione tra i due. Così, quando sorprende un ladro penetrato in casa sua per rubare, pensa di sfruttarlo per mettere ancora più zizzania tra i Winters. Gli chiede, infatti, di aiutarla a incastrare Neil che lei invita con una scusa a casa sua. Al suo arrivo, gli si aggrappa addosso, baciandolo appassionatamente mentre il ladro, tale Blake, scatta una fotografia. La signora Fiske ha adesso intenzione di mostrare la foto a Winnie per indurla a lasciare il marito. Quest'ultima, intanto, nelle sue opere di carità, si imbatte in una bambina orfana di madre e trascurata dal padre e la porta in un posto dove potrà essere curata adeguatamente. Blake, che è il padre della piccola, è molto grato alla signora Winters e non sa come ringraziarla. Dopo avere trovato un lavoro come giardiniere, l'ex ladro assiste a un incontro tra la signora Fiske e Winnie, dove la vedova si diverte a torturare la sua rivale. Pentito e in obbligo verso Winnie, Blake va a visitarla, raccontandole la storia della fotografia incriminata. Winnie, allora, torna dal marito che aveva lasciato e si riconcilia con lui. Alla vedova Fiske non resta altro che sparire.

## Produzione
Il film fu prodotto dalla American Film Manufacturing Company.

## Distribuzione
Distribuito dalla Mutual, il film - un cortometraggio in due bobine - uscì nelle sale statunitensi il 2 luglio 1915.